# Robustagramma arizonense
Robustagramma arizonense är en tvåvingeart som beskrevs av Marshall och Xiaolong Cui 2005. Robustagramma arizonense ingår i släktet Robustagramma och familjen hoppflugor. Inga underarter finns listade i Catalogue of Life.